# Jean Séailles
Pour les articles homonymes, voir Séailles (homonymie).
Jean Séailles, né à Paris le 12 juin 1915 et mort le 28 juillet 2010 au Plessis-Robinson, est un résistant français de la Seconde Guerre mondiale.

## Biographie
Il s'engagea dans la résistance, avec son épouse Krino. Connu sous le pseudo commandant Grégoire, il organise le maquis de Saint-Mars-du-Désert (Mayenne), tout en étant adjoint du chef adjoint du réseau Aristide - Buckmaster du SOE et chef départemental des FFI.

## Résistance
Au mois de juin 1943, Séailles, qui se réclame du mouvement « Vengeance », vient s'installer à la Bretellière (aujourd'hui l'Oisonnière) à Saint-Mars-du-Désert. Il forme avec sa femme un noyau de résistance avec Jean-Marie Dugast (Julien), Auguste Ledeul (Couraprès), Lemoigne, Maurice Ragot (Adrien), Albert Jardin (Gabriel).
Le 10 avril 1944, Jean Renaud-Dandicolle revient de Paris accompagné du major Claude de Baissac, agent du Special Operations Executive. À la suite d'un ordre de la France libre, ils doivent s'établir dans le nord-Mayenne. Ils sont installés dans une ferme abandonnée à la Roisière à Champgenéteux par le réseau Navarre de Paul Janvier. Ce dernier cherche à imposer à Janvier l'autorité anglaise. Mis en contact par Janvier, De Baissac s'installe par la suite avec Jean Séailles et le groupe F.T.P. à Saint-Mars-du-Désert. Le groupe de Séailles possède alors un lien avec Londres.
Dans la nuit du 14 juin au 15 juin, Médéric Lepoivre, Jean Daniel du groupe de Paul Janvier participent avec le groupe de Jean Séailles à la destruction des lignes électriques entre Sillé-le-Guillaume et Fresnay-sur-Sarthe. Des Allemands sont tués ou blessés lors de cette opération.
Il épouse en premières noces, en 1939, la pianiste Krino Kalomiris (1913-1982), fille du compositeur grec Manolis Kalomiris (1883-1962).
Décoré de la Croix de Guerre, il possède la médaille de la Résistance.

## Origines
Il est le fils de Jean Charles Séailles (1883-1967) et de Spéranza Calo (Constantinople, 17 mai 1885 - Paris, 18 février 1949), cantatrice mezzo-soprano, fille d’un peintre réputé de Constantinople, mariés en février 1913, et installés à Antony avant le printemps 1918. Son grand-père paternel, Gabriel Séailles (1852-1923), était professeur de philosophie en Sorbonne, et sa grand-mère paternelle, Octavie Charles Paul Séailles (1855-1944), était artiste peintre.
Il est le premier des quatre enfants :
- Jean Séailles (1915-2010).
- Simone Séailles (1917-1945)[6]. Comme son frère Pierre, elle s'illustra dans le réseau Sylvestre-FARMER du SOE. Elle fut arrêtée par la Gestapo dans un café de l'avenue de Wagram à Paris, le 21 janvier 1944, et mourut à Ravensbrück (matricule 47.182).
- Pierre Séailles (1919-2007),
- Violette Séailles (1926-1966).

## Sources
- Résistance et maquis : Sur les arrières du front allemand de Normandie en 1944.
- Résistance et maquis.